# 一向一揆

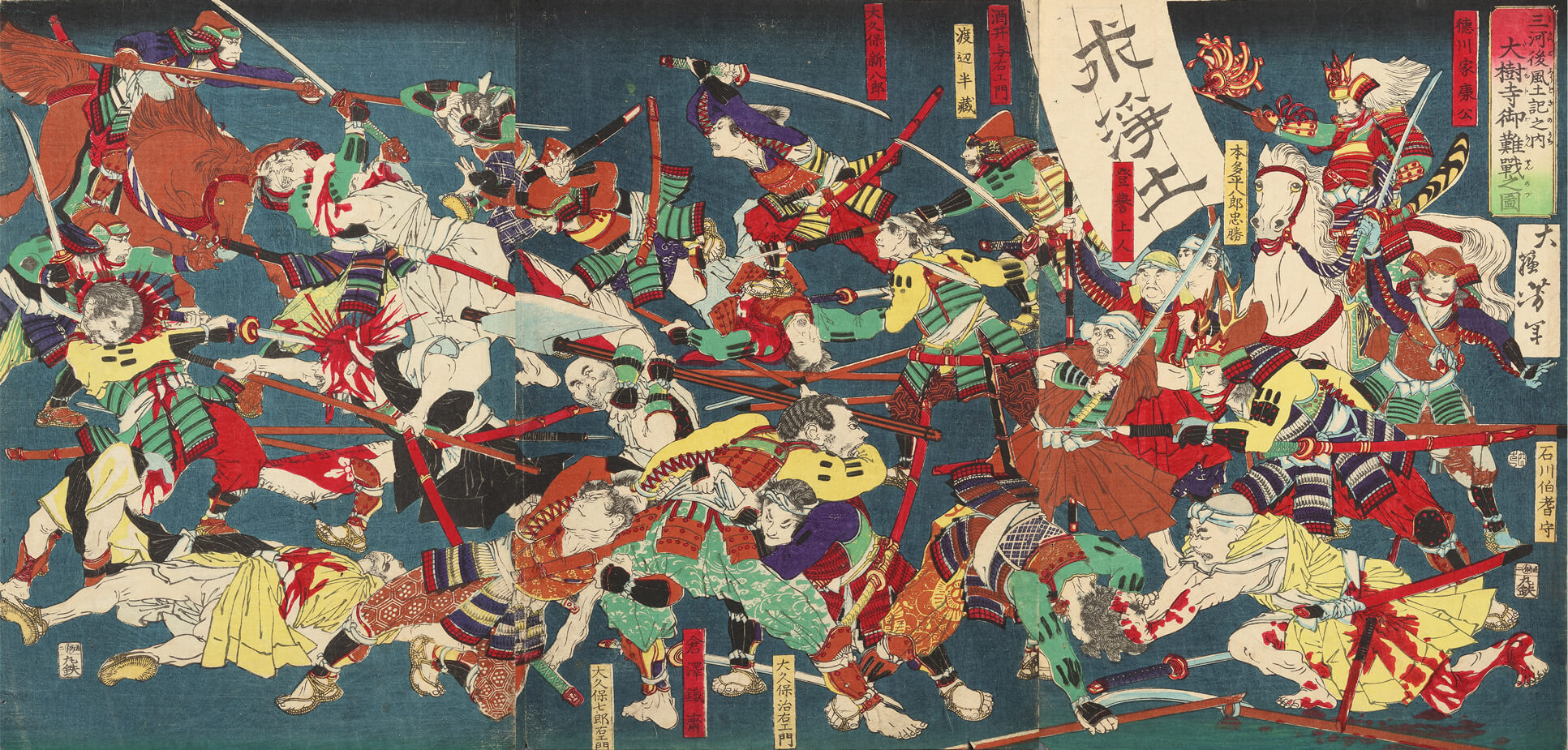
三河一向一揆

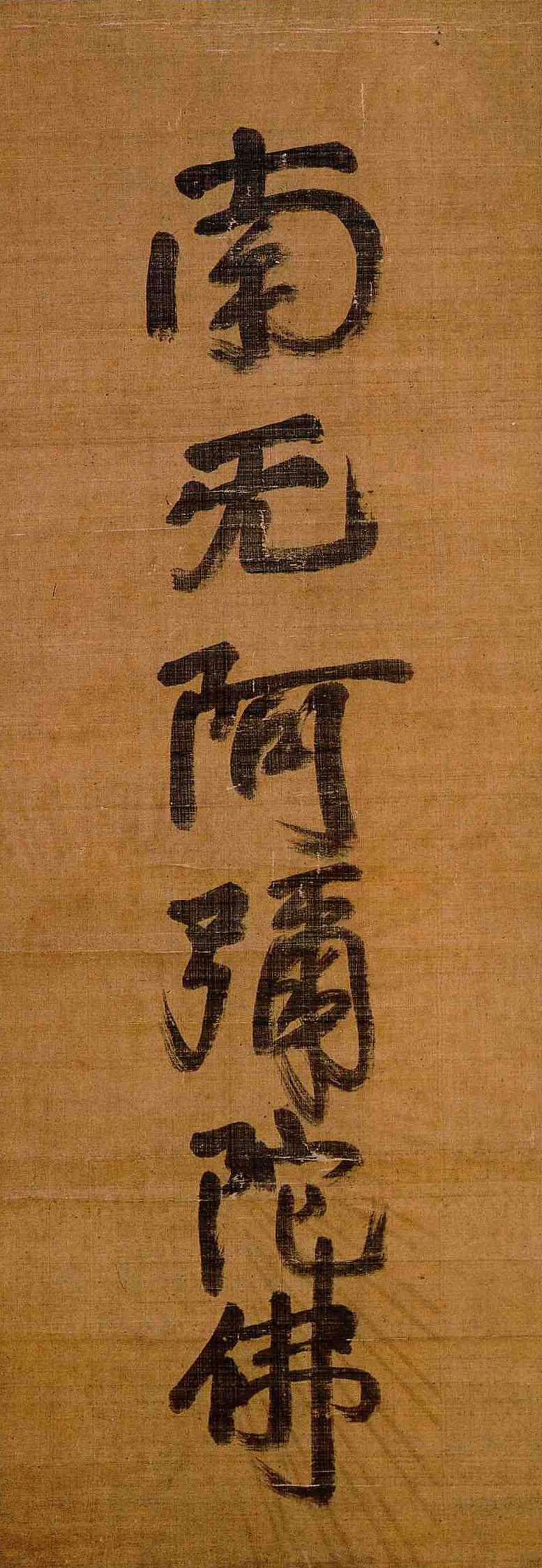
六字名号（蓮如筆）/本願寺所蔵

一向一揆（いっこういっき）とは、戦国時代に浄土真宗本願寺教団（一向宗）の信徒たちが起こした、権力に対する抵抗運動の一揆の総称。

## 概要
浄土真宗本願寺教団によって組織された、僧侶、武士、農民、商工業者などによって形成された宗教的自治、一揆のことである。本願寺派に属する寺院、道場を中心に、蓮如が言う「当流の安心は弥陀如来の本願にすがり一心に極楽往生を信ずることにある」という教義に従う土豪的武士や、自治的な惣村に集結する農民が地域的に強固な信仰組織を形成していた。細川晴元、織田信長、上杉謙信らとの争いを展開するなど、戦国大名化して覇権を争った。
戦国時代末期、鎮圧されるまでは各地に安定した豊かな町が築かれた。本拠地とされた摂津大坂や伊勢長島、三河矢作川流域などは湿地帯であったことから、高度な治水技術があったのではないかとの見方もされている。
反面、一向一揆を起こした寺院・僧侶らは世俗領域の領主・支配者に従わない政治的動きを示しており、織田信長が一向一揆に対して非戦闘員の虐殺を含めた殲滅戦を行った背景として、彼らが織田政権の宗教政策に対立する存在であるとともに、その活動が宗教者として失格であることを広く内外に示すためだったのではないか、とする見解も出されている。

## 歴史
長享2年（1488年）、加賀守護富樫政親を滅ぼしたことでその勢力を世に知らしめる。
永正3年（1506年）、加賀一向一揆は他の一向一揆と共同で、越前の朝倉氏に攻め込んだ。大規模な戦となり（九頭竜川の戦い）、越前吉崎御坊が破壊された。
永正3年（1506年）、朝倉氏が本願寺一向宗禁止令を出す。
大永元年（1521年）、越後長尾氏が禁止令を出す。
天文24年（1555年）、肥後相良氏が禁止令を出す(相良氏法度)。
元亀3年（1572年）9月初旬に越中国尻垂坂（現 富山県富山市西新庄）において、上杉謙信軍が加賀一向一揆・越中一向一揆連合を破った。
天正8年（1580年）、信長との抗争に敗れて顕如が石山本願寺を退去した後は、本願寺の分裂騒動もあって一向一揆という名称は見られなくなる。
天正10年（1582年）3月、加賀一向一揆最後の拠点、鳥越城が落城し終結した。
江戸時代は一向宗として幕府体制下に入り公認となる。ただし薩摩藩、人吉藩では江戸時代の約三百年間にわたり禁教とされた。

## 主な一向一揆
- 近江・金森合戦（1466年（文正元年））…史上初の一向一揆
- 越中一向一揆（1480年（文明12年）-1576年（天正4年））
- 加賀一向一揆（1488年（長享2年）-1582年（天正10年））
- 享禄・天文の乱（大小一揆）（1531年（享禄4年））
  - 畿内（奈良）一向一揆（1532年（天文元年））…大和天文一揆
- 三河一向一揆（1563年（永禄6年）-1564年（永禄7年））
- 石山合戦（1570年（元亀元年）-1580年（天正8年））…本願寺第十一世・顕如が雑賀衆・浅井氏・朝倉氏・武田氏・上杉氏・毛利氏などと連合して信長包囲網の中核を成し、各地の門徒と連動して十年間に渡り織田氏を苦しめた史上最大の一向一揆
  - 長島一向一揆（1570年（元亀元年）-1574年（天正2年））
  - 越前一向一揆（1574年（天正2年）-1575年（天正3年））